# 産交バス三角営業所
産交バス三角営業所（さんこうバスみすみえいぎょうしょ）はかつて存在した九州産交バスの子会社である産交バスの営業所の一つ。

## 概要
元々当営業所は九州産業交通本体直営の営業所として全路線を運営していたが、1984年に九州産交観光（第1次）→産交観光バスに一部路線が移管されたものの、その後も熊本市の熊本交通センター（現：桜町BT）とを結ぶ「三角 － 熊本線」や、不知火町を経由して松橋町とを結ぶ「三角 － 松橋線」（松橋営業所との共管）、本渡市（現：天草市）の本渡バスセンターとを結ぶ「三角 － 本渡線」（天草営業所との共同運行）などの長距離路線（幹線路線）においては長らく本体直営路線として運営されてきた。しかし、1997年に「三角 － 熊本線」の廃止を機に全路線が本体直営から切り離され、残る路線もすべて産交観光バスに移管した。産交バスの営業所において、本体直営から産交観光バスへの全面移管は松橋営業所が担当する「松橋 － 砥用線」が移管した時と同時期であり、他の営業所に比べ比較的遅かった。2005年4月の子会社再構築により県内各地のローカル子会社と統合し産交バス(株)の営業所という位置付けとなった。
2024年6月1日の産交バス組織改編により天草営業所に統合され、当営業所は廃止された。廃止後、当営業所は天草営業所の「出張所」という位置付けとなり、これまでの営業所窓口は「三角バスセンター」として、車庫は「産交バス天草営業所三角車庫」としてそれぞれ存続され、車両と乗務員ならびに窓口係員は引き続き駐在している。

### 所在地
熊本県宇城市三角町三角浦
- 最寄りバス停: 三角産交
  - JR九州三角線の終点三角駅前にあるため、同駅のバスターミナルとしての性格ももっている。
  - この他に上天草市姫戸町赤崎（池の浦）に駐在車両がある。

かつては松島車庫に樋合(島)、阿村、松島青年の家、維和島(蔵々漁港)行きを運用する為に当営業所管轄の車両が1台駐在していたが、維和島行きを除く路線は天草営業所へ管轄移管された為に駐在を廃止した。

## 担当路線

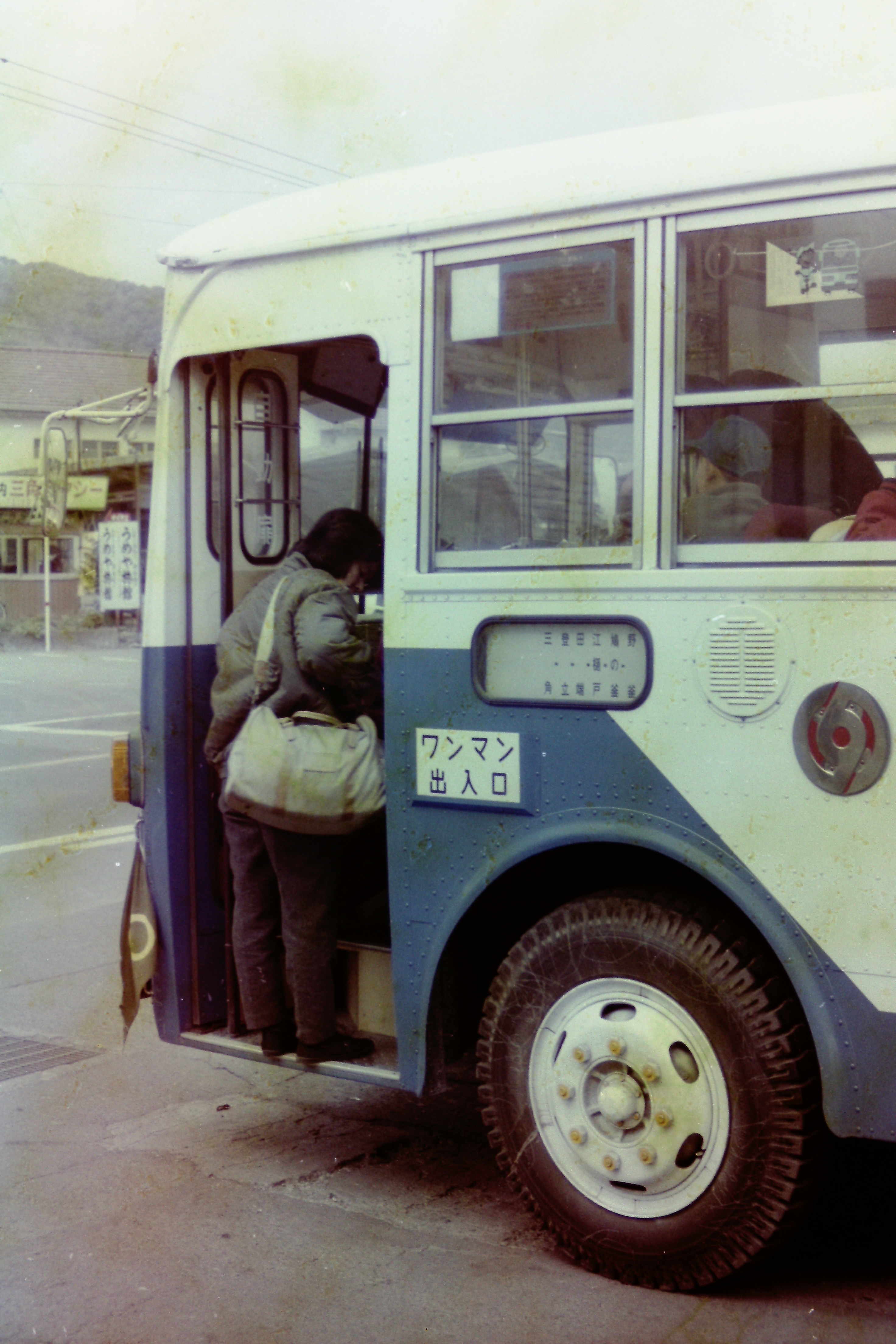
かつて当営業所発着時代の野釜行き（使用車両はいすゞBA05N（トップドア車）。野釜大橋架橋後、鳩の釜から野釜まで路線が延長した時のもの　　　　（三角産交にて）

- 主に当営業所を起点として宇土駅間や、不知火地区・松橋地区のほか、上天草市の大矢野地区・松島地区の一部にも乗り入れている。このほか、上天草市の大矢野地区においてはコミュニティバスの『SUNまりんバス』の運行を委託されている。
  - 以前は本渡市（現：天草市）の本渡バスセンターとを結ぶ路線（1981年までは「急行」として）も運行していたが、2005年頃に廃止されている（その後2008年3月から2016年9月まで熊本－天草線「快速あまくさ号」の一部が当営業所に乗り入れていたが2024年10月のダイヤ改正にて土日祝日の日中便限定の乗り入れ開始）。
  - また、1997年までは熊本市の熊本交通センター（現：桜町BT）にも乗り入れ赤瀬経由熊本線として運行されていたが、同系統は全て宇土駅止めとなり、同時に九州産業交通本体直営から廃止され、全路線廃止代替バスとした上で子会社の産交観光バスに移管されることになる。
  - このほか、以前においては当営業所から戸馳島、上天草市の大矢野地区、維和島(蔵々漁港、下山)・松島地区各方面行きの直通路線も多数存在したが、2008年10月の路線大幅再編によって全て廃止となり、一部はさんぱーる発着のSUNまりんバス路線として上天草市に移譲（運行は産交バスが受託）、残る路線もさんぱーるを発着点とした支線として置き換えられた。
  - 現在は当営業所（一部三角病院より）発着の上天草方面行きの路線は登立経由さんぱーる線1路線に整理され、ここから各方面へ乗換えという形となっている。

### 当営業所の担当路線
一般路線バス
- 三角・松橋線（三角産交－三角病院入口－塩屋－船津－大口－松合－不知火温泉センター前－宇城市不知火支所前－松橋駅通り－松橋産交）
  - かつては松橋営業所との共管路線であった。現在は当営業所が単独で担当。1980年代に松合・松橋経由（H9系統）熊本市内までの直通便が運行されていた。
- 三角・宇土駅線（三角産交－三角小学校前－五橋入口－三角西港前－大田尾－小田良－赤瀬－御興来－網田駅前－長浜駅前－長部田－住吉駅前－宇土市役所前－宇土駅前）
  - かつては（H8系統として）熊本市内まで直通運転していた。1997年に宇土駅までの区間に短縮され、同時に九州産交本体直営からも分断された。
- さんぱーる・三角産交線（三角産交－三角港入口－岩谷入口－登立－大矢野郵便局前－大矢野庁舎前－天草四郎公園前－さんぱーる）
  - 当路線は土日祝日限定の（三角港入口－岩谷入口間）三角西港経由便（2往復）運行。
- 三角病院線（さんぱーる－天草四郎公園前－大矢野庁舎前－大矢野郵便局前－登立－岩谷入口－三角港入口－三角産交－三角駅通り－宇城市三角支所前－古氷団地入口－宮崎入口－三角病院－三角防災拠点センター）

### その他の担当路線（さんぱーる発着）
- 赤崎・さんぱーる線（さんぱーる－天草四郎公園前－上天草高校前－農免道入口－二号橋－前島－松島－阿村－牟田－姫戸－ヤマハ前－竜ヶ岳学校前－上天草病院前－大道－赤崎）
- 教良木・さんぱーる線（さんぱーる－天草四郎公園前－上天草高校前－農免道入口－二号橋－前島－松島－今津学校前－知十－内野河内－教良木）
  - 上記の2路線、さんぱーる行は午前（7時台）のみ、赤崎行・教良木行は（平日・土日祝日と異なるが）午後から運行となる。
- SUNまりんバス各路線

#### 廃止路線
- 三角産交 - 大矢野島（各地）便

2008年に三角産交発着大矢野島内各地を結んでいた路線が一部を残し整理され同島内の「さんぱーる」発着に替わった。
- 詳細はSUNまりんバスを参照

- 黒崎環状線（三角産交－三角駅通り－際崎－黒崎－三角病院－古氷団地入口－宇城市三角支所前－三角駅通り－三角産交）
- 三角・大口線（三角産交－三角病院入口－黒崎－船津－大口）※三角・松橋線の区間運行線
- 三角・小田良線（三角産交－三角小学校前－五橋入口－三角西港前－大田尾－小田良）※三角・宇土線の区間運行線

上記の三角町内完結路線は「宇城市地域公共交通計画を策定」により2023年4月1日付で廃止
- 他にも三角産交と戸馳島を結ぶ路線バスもあった。

## 車両

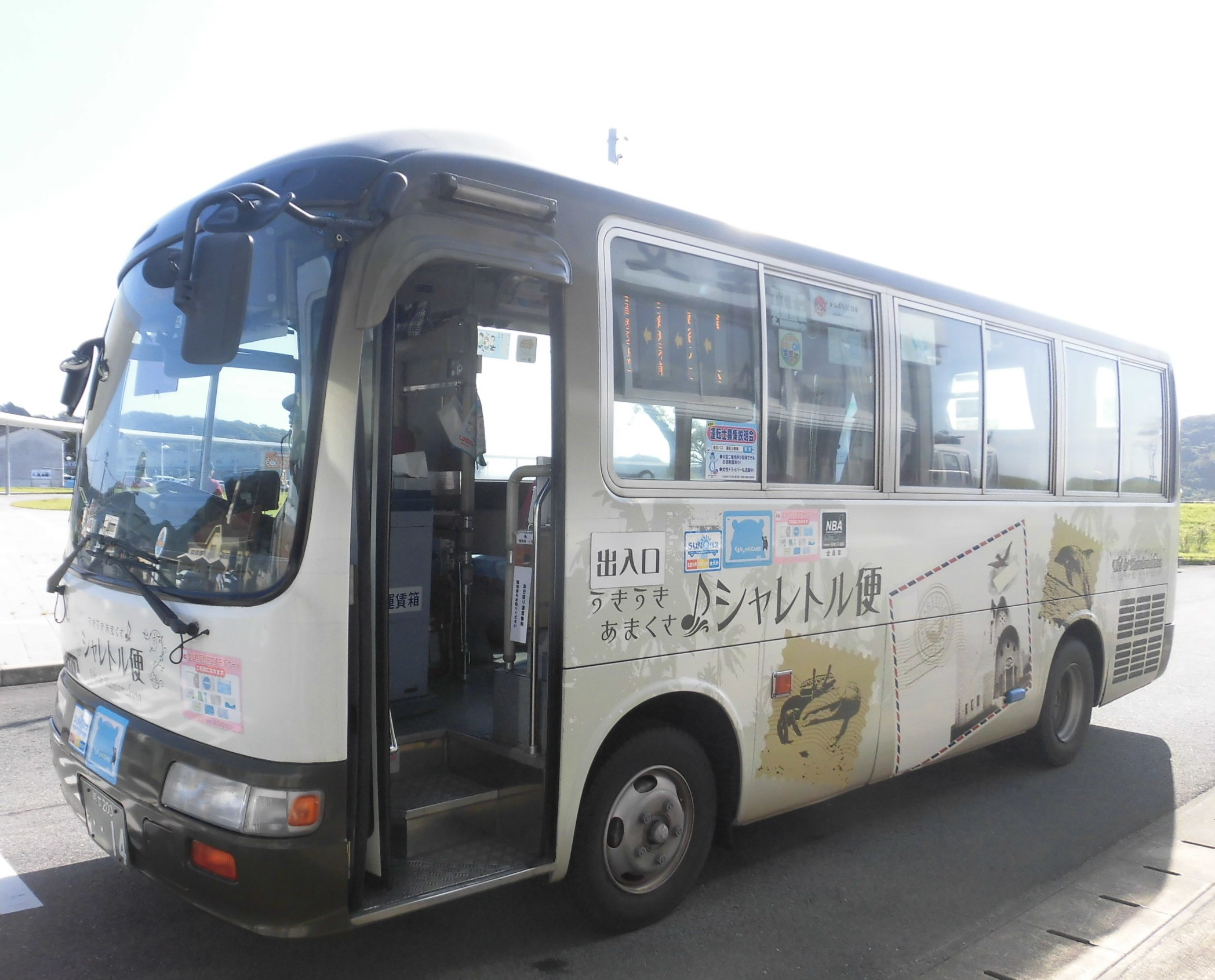
うきうきあまくさ♪シャレトル便

- 基本的に国産4メーカーを取り揃えるが、いすゞ・ジャーニーKや中古車の日野・レインボーノンステップ車などの中型車両ならびに日野・リエッセと新車としてマイクロバスの日野・リエッセⅡ、三菱ふそう・ローザといった小型車が配属され、各路線で幅広く運用されている。
- 晩年は少数ながら大型車の配置もあった。かつて熊本都市圏路線で使用されていた他の営業所から移管してきた車両や川崎市交通局・小田急バス・新京成バス・水間鉄道からの移籍車両が導入され、主に三角－松橋線やさんぱーる－赤崎線で使用されていたが、大型車両としては最後まで配置されていた新京成バスからの移籍車両は導入してから一貫して三角営業所に配置されていたものの、稼働率がかなり低く2024年頃に玉名営業所へと転属し熊本市内で見かける様になった。
- A列車で行こう運行日においては、これに合わせ三角駅 - 三角西港間を結ぶシャトルバス専用車として、天草地区の福祉バスより転用された11人乗り一般乗用車タイプのワンボックスカー（トヨタ・ハイエースコミューター　通称：豆バス）が使用されていたが、2013年9月末日をもって運行中止。これに代わり同年10月1日からは、当営業所発着・三角西港を経由し上天草市のさんぱーるとを結ぶ「うきうきあまくさ♪シャレトル便」として平日1日10往復・土日祝日1日11往復運行していた（運行車両は専用ラッピングを施した小型バス（日野・リエッセ）が使用された）。2019年10月1日のダイヤ改正を以って「うきうきあまくさ♪シャレトル便」の運行を終了。現在は全て一般路線として運行されている。

現在の車両の方向幕は全てLED式だが、以前のフイルム式方向幕で三角営業所生え抜きだった日野・レインボーにかつての熊本行き(H8 赤瀬経由 熊本(交通センター))が廃止になり、宇土駅止めになった際に方向幕と側面系統幕に「熊本(交通センター)」の部分を消去し「宇土駅」と新たに記載したものを再使用していたが、産交独自の系統番号(H8)表示各会社共通系統に変更後も、また熊本市内へ乗り入れしないのに関わらず消去せず、宇土駅行、三角行共々LED行先表示式に変更されるまで県内で唯一最後まで残されていた。また、方向幕は最後まで従来の白地に黒色表記のままであった。

## 三角産交停留所
この項目ではバスターミナルしての「三角産交」発着便を表記。なお、熊本桜町バスターミナルは桜町BTに省略。
| 系統                       | 行先                                             | 備考                                                                    |
| -------------------------- | ------------------------------------------------ | ----------------------------------------------------------------------- |
| 三角・宇土駅線             | 宇土駅前（赤瀬・住吉駅前経由）                   | 日祝日運休                                                              |
| 三角・松橋線               | 松橋産交（松合・不知火温泉センター前経由）       | 日祝日運休                                                              |
| さんぱーる（・三角産交）線 | さんぱーる（三角港入口・登立経由）               | 土日祝日の2往復三角西港前経由便あり                                     |
| （さんぱーる・）三角病院線 | 三角防災拠点センター                             | 土日祝日運休                                                            |
| AM : 快速・あまくさ号      | 桜町BT（宇土駅東口・熊本駅経由）本渡（松島経由） | 土日祝日の日中便のみ乗入れ （その他の快速便の発着停留所は「五橋入口」） |